# 福田洋 (作家)
福田 洋（ふくだ ひろし、1929年8月1日 -）は日本の推理作家、ノンフィクション作家。別名義に桜田 忍（さくらだ しのぶ）。
推理小説のほか、実際の犯罪事件を題材としたノンフィクション・ノベルなどを多数執筆している。

## 経歴
1929年（昭和4年）8月1日、大分県に生まれる。1950年（昭和25年）、大分経済専門学校（現・大分大学）卒業。経済雑誌の出版、不動産会社、クラブなどの経営に従事したのち、40歳を過ぎてから小説の執筆を始める。
1971年（昭和46年）、福田洋名義の短編『空白のダイヤル』が第2回サンデー毎日新人賞推理小説部門佳作二席となり、『小説サンデー毎日』1971年6月増刊号に掲載され作家デビュー。
1974年（昭和49年）、桜田忍名義の『艶やかな死神』で第13回オール讀物推理小説新人賞受賞。初期の作品には、「夜の110番」こと私立探偵・月野佳郎を主人公にしたシリーズなどがある。
1978年（昭和53年）、福田洋名義で執筆した、瀬戸内シージャック事件を題材としたノンフィクション・ノベル『狙撃』が第24回江戸川乱歩賞最終候補作となる。翌1979年、同作を改稿の上、『凶弾』と改題し公刊。以後、同傾向のノンフィクション・ノベルや犯罪小説を多数執筆する。『凶弾』以後しばらくは、推理小説は桜田忍名義、犯罪小説は福田洋名義という使い分けをしていたが、のちに福田洋名義に統一している。
他に、女性興信所員の夏川和香（『白い捜査線』1986年、他）や、女刑事の柏木冴子（『殺人者の資格』1986年、他）といったシリーズキャラクターによるトラベル・ミステリーも執筆している。
かつては日本文藝家協会、日本推理作家協会の会員であったが、2017年現在の両協会の会員名簿には掲載されていない。

## 著書
- 『凶弾 瀬戸内シージャック』講談社、1979年2月 国立国会図書館書誌ID:000001405480 - 題材は瀬戸内シージャック事件（1970年）。第24回江戸川乱歩賞最終候補作。映画『凶弾』（1982年）の原作。
  - 『凶弾 瀬戸内シージャック』講談社〈講談社文庫〉、1982年6月 ISBN 978-4061362406、国立国会図書館書誌ID:000001564740
- 『強殺 連続八人殺害広域捜査105号事件』講談社、1980年5月 国立国会図書館書誌ID:000001458570 - 題材は古谷惣吉連続殺人事件（1965年）。
- 『極刑 女流デザイナー誘拐殺人事件』講談社、1981年4月 国立国会図書館書誌ID:000001503310 - 題材は新潟デザイナー誘拐殺人事件（1965年）。火曜サスペンス劇場でドラマ化（1982年11月23日放送）。
- 『野獣の刺青（タットゥー） 三菱銀行42時間12分の密室ドラマ!』光文社〈カッパ・ノベルス〉、1982年6月 ISBN 978-4334024727、国立国会図書館書誌ID:000001563595 - 題材は三菱銀行人質事件（1979年）。
  - 『三菱銀行人質強殺事件』社会思想社〈現代教養文庫〉、1996年2月 ISBN 978-4390115384、国立国会図書館書誌ID:000002484789
- 『贋札 妄執のニセ五千円札事件』講談社、1985年7月 ISBN 978-4062022194、国立国会図書館書誌ID:000001756328 - 題材は利-18号事件（1982年）。
- 『連続殺人』双葉社〈FUTABA NOVELS〉、1986年8月 ISBN 978-4575001532、国立国会図書館書誌ID:000001813696 - 題材は勝田清孝事件（発覚：1983年）。
  - 『近畿・東海連続殺人』双葉社〈双葉文庫〉、1988年8月 ISBN 978-4575501896、国立国会図書館書誌ID:000001933541
- 『紅の火車』双葉社〈FUTABA NOVELS〉、1988年7月 ISBN 978-4575002409、国立国会図書館書誌ID:000001930960 - 題材は富山・長野連続女性誘拐殺人事件（1980年）。
- 『科学的魔女裁判』潮文社、1991年8月 ISBN 978-4806312253、国立国会図書館書誌ID:000002188327 - 題材は千葉大チフス事件（1966年）。
- 『にっぽんの仕事型録 上』小学館〈小学館文庫〉、1998年9月 ISBN 978-4094163513、国立国会図書館書誌ID:000002734620
- 『にっぽんの仕事型録 下』小学館〈小学館文庫〉、1998年10月 ISBN 978-4094163520、国立国会図書館書誌ID:000002738635
- 『20世紀にっぽん殺人事典』社会思想社、2001年8月 ISBN 978-4390502122、国立国会図書館書誌ID:000003009499

その他、100冊以上にのぼる著書がある。